# Bohdan Poręba
Bohdan Poręba, cu numele real de Jerzy Bogusław Poręba, (n. 5 aprilie 1934, Vilnius, Polonia, astăzi în Lituania – d. 25 ianuarie 2014, Varșovia) a fost un regizor polonez de film și de teatru, scenarist, om politic și publicist.

## Biografie

### Educație și carieră profesională
S-a născut într-o familie de intelectuali din Vilnius. Tatăl său a fost ofițer în Legiunea Poloneză și apoi în Armata Poloneză. Mama mea a fost profesoară. În 1945, familia sa a fost repatriată în Polonia, stabilindu-se în orașul Bydgoszcz. În acest oraș, a absolvit liceul și și-a luat bacalaureatul. De asemenea, a fost activ în echipele de cercetași.
În 1955 a absolvit Facultatea de Regie din cadrul Școlii Superioare de Film, Televiziune și Teatru Leon Schiller din Łódź. A debutat ca regizor la mijlocul anilor 1950. El a regizat filme încă din timpul studenției (inclusiv un film documentar despre un orb I dla nas słońce świeci). Primul său film realizat după absolvire a fost Apel poległych, cu rol de epitaf pentru rolul soldații polonezi uciși pe toate fronturile din cel de-al doilea război mondial, inclusiv înființarea de formațiuni poloneze în Occident, despre care a fost interzis anterior să se vorbească. În 1957 el a fost distins cu Premiul criticilor de film polonezi „Sirena de Aur” pentru filmul Wyspa wielkiej nadziei. În 1963, el a regizat filmul Daleka jest droga, în care era vroab de soldații generalului Stanisław Maczek. Timp de câțiva ani nu i s-a mai permis apoi să realizeze filme. El a lucrat ca regizor de teatru, realizând spectacole precum Dziś do Ciebie przyjść nie mogę, constând din melodii cântate de partizani.
După ce a revenit în cinematografie, a regizat filmul Gniewko, syn rybaka, iar în 1970 a realizat un film despre revolta oțelarilor din Varșovia Prawdzie w oczy. În 1973 a regizat filmul Ultima luptă despre partizanii polonezi de la începutul celui de-al Doilea Război Mondial, pentru care a primit numeroase premii și distincții. Din 1975 până în 1998 a fost director artistic al studioului de film „Profil” (și-a încetat în fapt operațiunile după 1990). În perioada 1986–1989 a condus Teatrul Dramatic din Gdynia. În anii 1987–1989 a fost membru al Comitetului Cinematografiei Poloneze . În anii '90 a condus pentru o scurtă perioadă o activitate economică, apoi s-a retras.
În 2005, el a regizat drama Zmartwychwstanie despre Lusia Ogińska (poetă, soția lui Ryszard Filipski), care a fost difuzată pe TV Trwam, dar prezentată inițial la un congres de auto-apărare polonez. De asemenea, el a produs, printre altele, Zamachu stanu, Nad Niemnem și Sekretu Enigmy.
A publicat articole și eseuri în revistele Myśl Polska, Nasz Dziennik, Tygodniku Ojczyzna și Nowej Myśli Polskiej.
În 2010, a fost realizat filmul documentar Prawda, dobro i piękno. Film o Bohdanie Porębie despre Bohdan Poręba, regizat de Ksawer Szczepanik. În același an a fost publicat un interviu cu Bogdan Poręba intitulat Obronić Polskość!.

### Activitate politică
Începând din 1969 a fost membru al Partidului Muncitoresc Unit Polonez. A fost un lider activ al Asociației de prietenie polono-sovietice și unul dintre fondatorii și ideologii Asociației Patriotice „Grunwald”; Poręba a fost unul dintre puținii comuniști polonezi care au votat la ultimul congres PMUP împotriva dizolvării partidului.
În alegerile parlamentare din 1993, a condus campania electorală a partidului Samoobrony – Leppera.
În 2007, s-a alăturat partidului naționalist cu orientate antiglobalizare – Polska Wspólnota Narodowa. Este membru de onoare al Frontului Popular al Muncii.

## Filmografie

### Regizor
- Nord FF1 (1954)
- I dla nas słońce świeci (1956)
- Apel poległych (1956)
- Wyspa wielkiej nadziei (1957)
- Lunatycy (1959)
- Droga na Zachód (1961)
- Daleka jest droga (1963)
- Nad Odrą (1965)
- Gniewko, syn rybaka (serial istoric TV din 1969–1970, cu scenariul scris de Poręby și finalizat în 1977 cu serialul Znak orła)
- Prawdzie w oczy (1970)
- Ultima luptă (1973)
- Jarosław Dąbrowski (Polonia-URSS, 1975)
- Gdzie woda czysta i trawa zielona (1977)
- Polonia Restituta (1980, apoi în 1982 un serial TV cu același nume)
- Katastrofa w Gibraltarze (1983)
- Trenul de aur (Polonia-România, 1986)
- Penelopy (1988)
- Siwa legenda (Polonia-URSS, 1991)

### Scenarist
- Lunatycy (1959)
- Nad Odrą (1965)
- Prawdzie w oczy (1970)

## Premii și distincții
A fost decorat cu Crucea de Cavaler a Ordinului Polonia Restituta, Medalia „Pentru serviciile aduse Varșoviei” și titlul de „Lucrător Emerit al Culturii”. În 1978, el a fost distins cu Medalia „Pentru serviciile de apărare a țării” și în 1983 a primit Crucea de Comandor al Ordinului Polonia Restituta.
Pentru filmele realizate, Bohdan Poręba a obținut Premiul criticilor de film polonezi "Sirena de aur" (1957) și Marele Premiu la Festivalul Internațional de Film de la Sopot (1973).